# Cotisation pour les milieux aquatiques
La Cotisation Pêche Milieux Aquatiques (CPMA) est la contrepartie financière revenant à la Fédération Nationale pour la Pêche en France lors de l'achat d'une carte de pêche. Elle comprend la redevance pour la protection des milieux aquatiques (RMA) versée aux Agences de l'eau  . La CPMA varie selon la catégorie de pêcheur . Elle remplace l'ancienne taxe piscicole. Il n'y a plus d'exonérations[réf. nécessaire].
En 2019 nous avons : 
- la CPMA « carte annuelle personne majeure » qui s'élève à 34,20 €[1] ;
- la CPMA « carte découverte femme » qui s'élève à 12,70 € ;
- la CPMA « carte annuelle personne mineure » (de 12 à 18 ans) qui s'élève à 2,20 € ;
- la CPMA « carte journalière » qui s'élève à 3,20 € ;
- la CPMA « carte hebdo » qui s'élève à 12,30 € ;
- la CPMA « enfants de moins de 12 ans » qui s'élève à 0,50 € (exonérés de RMA).